# Shelby Moore Cullom
Shelby Moore Cullom (Monticello, 1829. november 22. – Washington, 1914. január 28. vagy 1914. január 22.) az Amerikai Egyesült Államok szenátora (Illinois, 1883–1913).